# Vejprnický potok
Der Vejprnický potok (deutsch Weipernitzer Bach, auch Wiesenbach) ist ein rechter Zufluss der Mže in Tschechien.

## Verlauf
Der Vejprnický potok entspringt im Pilsener Hügelland 500 Meter nordöstlich von Radějovice in einem Teich. Seine Quelle befindet sich am nordwestlichen Fuße des Železný vrch (Hutberg bzw. Eisenkopsa, 444 m n.m.). An seinem zunächst nach Nordosten in die Wilkischer Mulde führenden Oberlauf fließt der Bach durch Horní Sekyřany und Dolní Sekyřany. Bei Přehýšov nimmt der Vejprnický potok östliche Richtung und fließt vorbei an Blatnice, dem Werksgelände der DIOSS Nýřany a.s., Větrná Jáma, Humboldtka und Mexiko durch den ehemaligen Teich Jankov, auf dessen Areal der Bach von der stillgelegten Anschlussbahn zur DIOSS Nýřany, der Autobahn D 5/E 50 und der Bahnstrecke Plzeň–Furth im Wald überquert wird. Über den Immerwassergraben gibt der Vejprnický potok zwei Drittel seines Wassers zum Luční potok ab. Danach fließt der Bach durch Nýřany, wo er seinen Lauf nach Nordosten wendet. Über Tlučná und Vejprnice erreicht der Vejprnický potok bei Nová Hospoda das Stadtgebiet von Pilsen. Dort fließt der Bach zwischen den Stadtteilen Zátiší, Skvrňany und den Škoda-Werken, wo er beim Haltepunkt Plzeň-Skvrňany von der Bahnstrecke Plzeň–Cheb überbrückt wird, vorbei. Nach 21,6 Kilometern mündet der Vejprnický potok westlich des Stadtzentrums von Pilsen hinter dem Zentralen Busbahnhof in die Mže.
Zwischen Heřmanova Huť und Nýřany folgt die Autobahn D 5 dem Lauf des Baches. Die Bahnstrecke Plzeň–Furth im Wald führt von Nýřany bis Plzeň-Skvrňany entlang des Vejprnický potok.

## Geschichte
Im 19. und 20. Jahrhundert wurde am Oberlauf des Baches in der Wilkischer Mulde Bergbau auf Steinkohle und Eisenerz betrieben. Südwestlich von Nýřany befand sich bis 1872 der mit einer Fläche von 130 ha größte Teich der Region, der Jankow. Nachdem die Grundherrschaft Chotěšov im Jahre 1870 die Trockenlegung des Fischteiches beabsichtigte, machte die Gemeinde Úherce, wo sich der Hauptablauf des Jankow zum Luční potok befand, ihre Rechte am Wasser des Vejprnický potok geltend. Nachdem 1880 der Wasserrechtsprozess zugunsten von Úherce entschieden worden war, wurde im Jahre 1884 in der Teichstätte der Immerwasserkanal zum Luční potok angelegt, in den über einen Wasserteiler zwei Drittel des Wassers aus dem Vejprnický potok abgeleitet wurden.

## Zuflüsse
- Hlubočka (l), im Přehýšovský rybník
- Hněvnický potok (l), bei Nýřany

## Abflüsse
- Immerwassergraben zum Luční potok im ehemaligen Teich Jankov bei Nýřany

## Durchflossene Teiche
- Přehýšovský rybník, bei Přehýšov